# Jarmers Tårn
Jarmers Tårn er en ruin af et tårn, som står på Jarmers Plads i København. Tårnet indgik oprindeligt som en del af Københavns forsvarsanlæg i Middelalderen og blev opført omkring år 1500. Det blev efterfølgende integreret som kasemat i Christian 4.'s voldanlæg i starten af det 17. århundrede. Konstruktionen var opført i to etager med 1,5 meter tyk ydermur af munkesten og 11 meter i diameter.
I løbet af det 14. og 15. århundrede blev de hidtidige palisader erstattet af en decideret bymur udført i mursten. I senmiddelalderen skete en yderligere forstærkning med tårne, hvoraf Jarmers Tårn var et af dem. Under Københavns belejring (1523) havde der vist sig en række svagheder i den daværende fæstning. Efter Frederik 1.'s tiltrædelse blev der derfor iværksat forstærkninger. I 1528 blev det nuværende tårn således opført.
På det ældst kendte kort over København fra ca. år 1600, er der således markeret flere tårne, men man har ikke kunnet lokalisere andre ved arkæologiske udgravninger, ligesom der ikke findes andre skriftlige kilder.

## Helmers Bastion
Fra 1607 skete der en forhøjelse af voldene, hvor tårnet blev tildækket af jord. Som skanse lå den ret højt og der blev anbragt en kanon, som blev døbt den vrede Slange. Den gamle mur uden om tårnet blev nedbrudt frem til 1618, hvor man ligeledes nedtog den øverste del af af tårnet og monterede et decideret tag.
Helmers Bastion blev dannet 1623-24 gennem en øget forstærkning med jord og indeholdt Jarmers Tårn, der fungerede som magasin. I 1660'erne skete der en yderligere forstærkning. På et senere tidspunkt – muligvis i 1720'erne – blev den tillige forsynet med en lav vold ("faussebrai"). Som hjørnebastion havde den en anden form end de øvrige bastioner. Navnet blev gjort officiel fra 1671.
Op gennem det 17. århundrede fungerede anlægget som stokhus. Men ved de løbende forandringer af volden, hvor der gradvist blev kastet mere jord på, blev mere og mere af tårnet tildækket, så det i 1670 nærmest lå helt skjult. Stokhuset blev på dette tidspunkt vurderet uegnet på dets nuværende placering. Derfor befalede Christian 5. den 6. april Københavns kommandant Frederik Ahlefeldt at flytte det. Stokhuset blev således flyttet til den nuværende Stokhusgade.
Da voldene mistede deres betydning, fik en lokal møller i 1651 tilladelse til at opføre vindmølle på bastionen. Den blev senere erstattet af en hollandsk mølle, kaldet Sankt Peders Mølle efter Sankt Peders Stræde. Møllen fungerede fortsat efter kommunens overtagelse af fæstningsværkerne i 1870, og bygningerne blev først fjernet i 1885. Møllen blev flyttet til Sønder Jernløse, hvor den endnu eksisterer. Bastionen indgik fra 1886 i den nu forsvundne Aborreparken.
Selve tårnet blev mere eller mindre glemt frem til slutningen af det 19. århundrede, da man i 1874 sløjfer voldanlæggene og støder på ruinerne. I 1885 skete der en fuldstændig afdækning af vold, bastion og tårn. Det affødte en diskussion om, hvorvidt ruinen skulle bevares eller fjernes. Men idet tårnet ikke stod i vejen for andet, valgte man altså at bevare det.

## Fyrst Jaromar
Den vendiske fyrste Jaromar af Rügen var fyrste af Rügen og støttede ærkebiskop Jakob Erlandsen i dennes strid med Christoffer 1. Jaromar blev af Peder Bang overtalt til at angribe København.
Han har formentlig haft en flåde, fordi det er beskrevet, at tropperne den 18. april 1259 gjorde landgang under ledsagelse af Peder Bang og Erik Klipping. Enten den 19. eller 20. april stormede de byen efter nogle mindre træfninger. De brød gennem fæstningen ved det punkt, hvor hhv. Nørre Vold og Vester Vold mødtes.
Stedet kom i lang tid til at hedde Jermers Gab og lå for enden af Studiestræde. Netop dette punkt var blevet udsøgt, fordi han konstaterede, at dette var et af fæstningens svage punkter. Den har formentlig bestået af nogle palisader bag en voldgrav, hvor terrænet var lavt og sumpet.